# Ana Usabiaga
Pour les articles homonymes, voir Usabiaga.
Ana Usabiaga Balerdi, née le 19 janvier 1990 à Ordizia, est une coureuse cycliste espagnole.

## Biographie
Ana Usabiaga est la sœur ainée d'Irene, coureuse cycliste professionnelle.

## Palmarès sur piste

### Championnats du monde
- Pruszkow 2009
  - 14e de la poursuite par équipes
- Ballerup 2010
  - 19e du scratch
- Cali 2014
  - 18e de la course aux points
- Hong Kong 2017
  - 14e du scratch
  - 14e de l'omnium
  - 18e de la course aux points

### Championnats d'Europe
- 2009
  - 9e du scratch espoirs
- 2010
  - 8e de l'omnium espoirs
  - 10e du scratch espoirs
- 2011
  - 4e de la course aux points
  - 6e de l'omnium espoirs
- 2012
  - 5e de l'omnium espoirs
  - 7e du scratch espoirs

### Championnats nationaux
- Championne d'Espagne de poursuite par équipes : 2009, 2010, 2012, 2014, 2015, 2017 et 2019
- Championne d'Espagne de vitesse par équipes : 2009, 2011, 2012, 2013, 2014, 2015 et 2016
- Championne d'Espagne d'omnium : 2011 et 2020
- Championne d'Espagne de poursuite : 2012
- Championne d'Espagne de course aux points : 2013, 2016 et 2018
- Championne d'Espagne du scratch : 2013, 2014, 2016, 2017 et 2018

### Autres
- 2014
  - Coupe de Cuba sur piste (course aux points)
- 2015
  - Trofeu CAR Anadia (scratch)

## Palmarès sur route
- 2007
  - 5e du championnat d'Europe sur route juniors